# Dobratice
Obec Dobratice (německy Dobratitz, polsky Dobracice) se nachází v Českém Slezsku, v okrese Frýdek-Místek v Moravskoslezském kraji. Žije zde přibližně 1 400 obyvatel.

## Významné stavby a místa
Mezi nejvýznamnější stavby v Dobraticích patří hasičská zbrojnice, v níž sídlí i obecní úřad. Kostel sv. Filipa a Jakuba patří k dominantám obce.
Na místním fotbalovém hřišti se konají důležité společenské akce a místní fotbalové družstvo dosahuje výborných výsledků.

## Geografie
Dobratice leží na okraji Moravskoslezských Beskyd. Jižně od Dobratic se nacházejí kopce Malá Prašivá, Prašivá, Čupel a Kyčera. Sousedí s obcemi Vyšní Lhoty, Komorní Lhotka, Vojkovice, Horní Tošanovice, Dolní Tošanovice, Nošovice a Nižní Lhoty.
Obcí vede železnice (Frýdek-Místek - Český Těšín), Dálnice D48, ze které není napojení přímo na Dobratice.
Nejvýznamnějším tokem Dobratic pramenícím na Prašivé je zřejmě Lučina (dříve Lucina), která se v Ostravě vlévá do Ostravice.

## Historie
Dobratice zřejmě vznikly za vlády krále Jiříka z Poděbrad. První písemná zmínka o obci pochází z roku 1580, náležela do domaslavského panství. Dnešní obec vznikla sloučením obcí Dobratice a Bukovice v roce 1850. Dne 8. října 1865 byl vysvěcen kostel sv. Jakuba a Filipa a byla založena farnost Dobratice.
Po rozpadu Rakouska-Uherska v roce 1918 spadaly Dobratice na základě prozatímní dohody o rozdělení Těšínska pod Polsko, v polském držení ale zůstaly pouze necelé 3 měsíce. Poté, co proběhl česko-polský pohraniční konflikt (lépe známý jako Sedmidenní válka), byly Dobratice připojeny k Československé republice.
Od roku 1920 patřily Dobratice do okresu Český Těšín. Po Mnichovské dohodě v roce 1938 byly Dobratice nedobrovolně připojeny k Polsku (občané Dobratic se aktivně zapojovali do demonstrací v přilehlých obcích a odesílali petice za opětovné spojení s Československou republikou). Za německé okupace byly součástí Německé říše. Po válce náležely do okresu Místek, v šedesátých letech do nově vzniklého okresu Frýdek-Místek. V roce 1980 Dobratice byly připojeny pod střediskovou obec Dobrá a označovaly se také Dobrá 2 – Dobratice. Od roku 1990 jsou Dobratice opět samostatné. V roce 2004 Dobratice obdržely znak, který vyjadřuje spojení Dobratic a Bukovic.

## Obyvatelstvo

Věková struktura obyvatel obce Dobratice roku 2011

## Kultura
Dobratice jsou zmíněny v básni Ligotka Kameralna ve sbírce Slezských písní básníka Petra Bezruče.
Rozhlížím se, tam na západ,
tam na západ v Dobraticích
blýskají se dlouhou nocí
jak bludičky po bařinách,

jak horníků světla v dolech,
jako ruce fosforové
nesmělé a teskné ohně.
Ještě žijem v Dobraticích?

## Sdružení a spolky
V obci Dobratice jsou aktivní spolek včelařů, Klub českých turistů, zahrádkáři a sbor dobrovolných hasičů.

## Dosažitelnost
Železniční doprava: do Frýdku-Místku a Českého Těšína, železniční trať Frýdek-Místek - Český Těšín, zastávka Dobratice-Vojkovice.
Autobusová a silniční doprava: 1. Frýdek-Místek - Dobrá - Český Těšín E462, odbočka ve Vojkovicích na silnici III. třídy č. 04821 směr Dobratice. Autobusové zastávky: U podjezdu, Na Šenku, obchod Lisníková, rozcestí ke Komorní Lhotce, U pily.
2. Frýdek-Místek - Dobrá - Morávka, odbočka ve Vyšních Lhotách na Dobratice.
3. Vyšní Lhoty - Dobratice - Komorní Lhotka (spojnice - Hnojník - Morávka). Autobusová zastávka Vyšní Lhoty U kříže, Vyšní Lhoty - Přivaděč, Vyšní Lhoty - Vodárna, Vyšní Lhoty - Višňovka, Vyšní Lhoty - Rest. Harenda.

## Pamětihodnosti
- Hospoda Harenda